# فيتالي اوستينوف
فيتالي اوستينوف (الروسية: Устинов, Виталий Юрьевич) (3 مايو 1991 بموسكو في روسيا - ) هو لاعب كرة قدم روسي في مركز الدفاع. شارك مع منتخب روسيا تحت 21 سنة لكرة القدم. أما مع النوادي، فقد لعب مع روبين كازان ونادي روتور فولغوغراد وFC Neftekhimik Nizhnekamsk ‏ وFC Rubin-2 Kazan ‏ وأف سي موسكو.

## روابط خارجية
- فيتالي اوستينوف على موقع قاعدة بيانات كرة القدم.إي يو (الإنجليزية)
- فيتالي اوستينوف على موقع Soccerway.com (الإنجليزية)